# Domatha vivida
Domatha vivida är en spindelart som beskrevs av Simon 1895. Domatha vivida ingår i släktet Domatha och familjen krabbspindlar.
Artens utbredningsområde är Filippinerna. Inga underarter finns listade i Catalogue of Life.